# Pugmil
Pugmil là một đô thị thuộc bang Tocantins, Brasil. Đô thị này có diện tích 401,689 km², dân số năm 2007 là 2165 người, mật độ 5,39 người/km².